# Sainte-Anne (Doubs)
Sainte-Anne település Franciaországban, Doubs megyében. Lakosainak száma 52 fő (2022. január 1.). Sainte-Anne Crouzet-Migette, Nans-sous-Sainte-Anne, Villeneuve-d’Amont, Cernans, Dournon és Geraise községekkel határos.

## Népesség
A település népessége az elmúlt években az alábbi módon változott:
| Lakosok száma | 65   | 36   | 37   | 32   | 34   | 39   | 42   | 47   | 49   | 52   |
|               | 1968 | 1982 | 1990 | 2006 | 2013 | 2015 | 2017 | 2019 | 2020 | 2022 |